# Arzene
Arzene (furlanisch Dàrzin) ist ein Ort in Nordost-Italien in der Region Friaul-Julisch Venetien und war bis Ende 2014 Sitz der Verwaltung einer gleichnamigen Gemeinde. Diese wurde zum 1. Januar 2015 mit der Nachbargemeinde Valvasone zur Gemeinde Valvasone Arzene zusammengelegt. Arzene liegt nördlich von Pordenone und hatte als Gemeinde 4015 Einwohner (Stand: 30. April 2015). 
Die Gemeinde umfasste neben dem Hauptort Arzene eine weitere Ortschaft, San Lorenzo, und hatte eine Fläche von 12 km².

## Nachbargemeinden
Nachbargemeinden waren Casarsa della Delizia, San Giorgio della Richinvelda, San Martino al Tagliamento, Valvasone und Zoppola.

## Söhne und Töchter der Gemeinde
- in San Lorenzo: Harry Bertoia (1915–1978), US-amerikanischer Bildhauer und Möbeldesigner.